# Jens Harzer

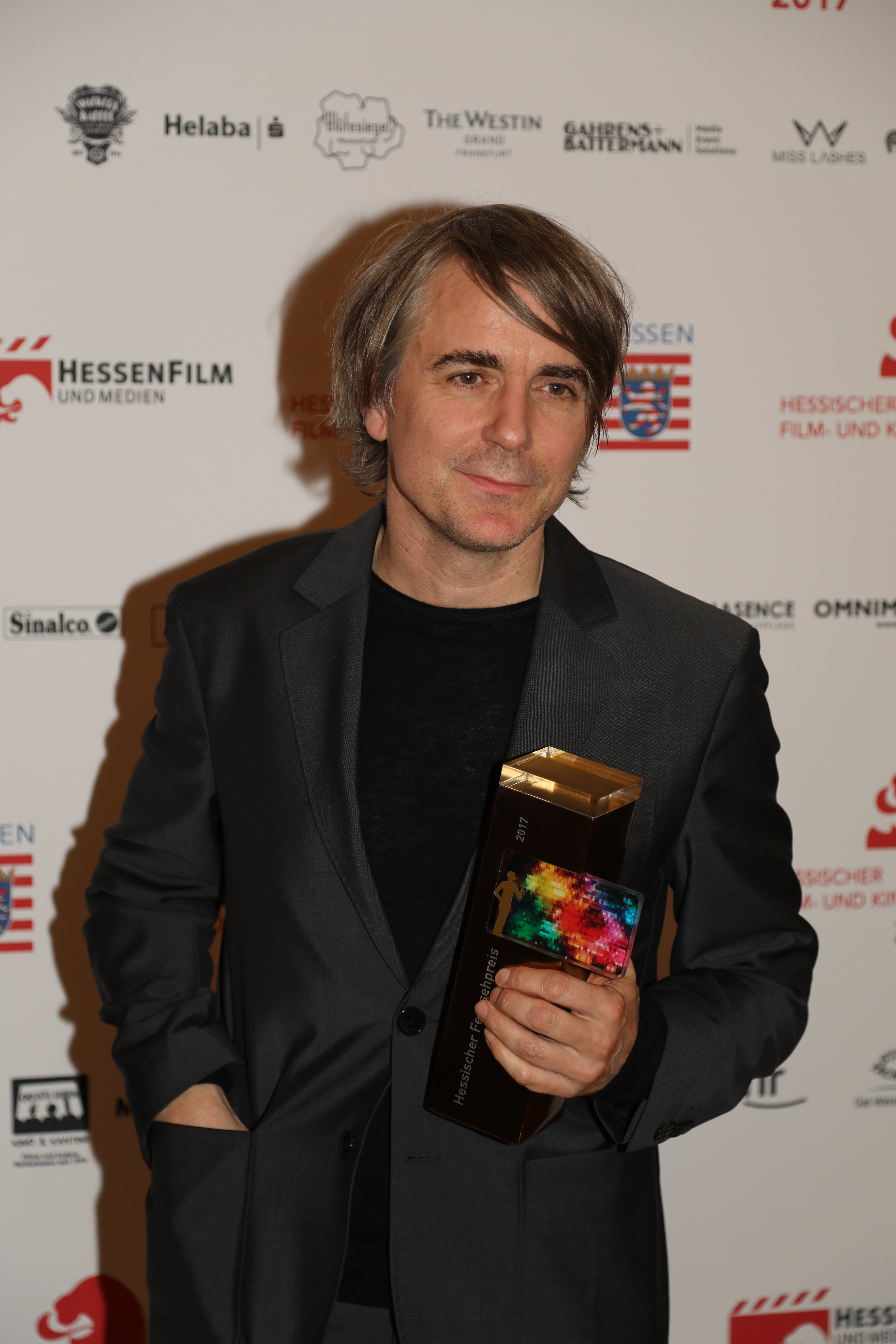
Jens Harzer 2017

Jens Harzer, né le 14 mars 1972 à Wiesbaden (Allemagne), est un acteur allemand.
Il est dépositaire depuis mars 2019 de l'anneau d'Iffland.

## Vie et travail
Jens Harzer a fréquenté l'école Otto Falckenberg à Munich. Par la suite, en 1993, il est engagé par Dieter Dorn (en), dans son Ensemble, au sein duquel il travaille pendant 16 ans, d'abord au Kammerspiele de Munich, puis au théâtre national de Bavière. Sous la direction de Dorn, il joue des rôles principaux, dans Roberto Zucco de Koltès (mise en scène de Christian Stückl (de)), dans Urfaust et Torquato Tasso (en) de Johann Wolfgang von Goethe, dans Amphitryon de Heinrich von Kleist et dans la mise en scène de Woyzeck par Martin Kušej.
Une autre collaboration avec Christian Stückl le conduisit chaque année de 2001 à 2004 à Salzbourg, où il jouait la Mort lors des festivals annuels dans Jedermann de Hugo von Hofmannsthal. En 2008, Harzer a joué dans la version théâtrale de Crime et Châtiment de Dostoïevski dans la production de Andrea Breth à Salzbourg. À la Berlinale 2006, il est apparu dans deux films, Requiem de Hans-Christian Schmid et dans le rôle principal du drame Der Lebensversicherer de Bülent Akıncı. En 2011, il a joué le rôle de Je dans Still Still Storm de Peter Handke, créé pour la première fois au Festival de Salzbourg.             
En plus de travailler pour la télévision, Harzer travaille également dans des enregistrements sonores. Il a ainsi interprété en 2012 Stephen Dedalus dans la pièce radiophonique Ulysses, d'après James Joyce, d'une durée de plus de 22 heures, la plus longue pièce radiophonique de Südwestrundfunk et l'une des productions radiophoniques les plus élaborées de l'ARD.
Depuis 2009, Jens Harzer est membre permanent de l'ensemble du théâtre Thalia à Hambourg. Lors de l'assemblée générale de l'Akademie der Künste Berlin le 25 mai 2013, il a été élu nouveau membre de la section Arts de la scène.
Après la mort de Bruno Ganz, en mars 2019, il fut annoncé qu'il était nommé le nouveau titulaire de l'anneau d'Iffland.

## Commentaires
À propos de la présentation de Jens Harzer à Salzbourg en 2004 dans Le Long Voyage vers la nuit d'Eugene O'Neill, Christine Dössel a écrit dans le Süddeutsche Zeitung qu'il avait « ... les qualités de James Dean, ... cet acteur fébrile à l'aura d'un saint étrange ...  regarder Harzer est addictif. »,

## Filmographie
- 1989 : Der Liebe auf der Spur (série télévisée)
- 1995 : Hades
- 1995 : Mutters Courage
- 1996 : Adieu, mon ami (télévision)
- 1997 : Picasso in München
- 1998 : Neue Freiheit – keine Jobs
- 1999 : Amphitryon (télévision)
- 2000 : Cymbelin (télévision)
- 2003 : Annas Heimkehr (télévision)
- 2004 : Die eine und die andere (télévision)
- 2006 : Der Lebensversicherer
- 2006 : Requiem
- 2007 : Windland (télévision)
- 2009 : Same Same But Different
- 2015 : Boy 7
- 2016 : Tatort: Es lebe der Tod
- 2016 : Neben der Spur – Amnesie
- 2016 : Les Beaux Jours d'Aranjuez
- 2017 : Tatort – Amour Fou
- 2017 : Babylon Berlin
- 2018 : Am Ende ist man tot
- 2018 : Der Tatortreiniger, épisode Einunddreißig

## Prix
- 1996 : prix d'art bavarois dans le domaine des arts de la scène
- 1996 : prix d'art berlinois de l'Académie des arts (Förderpreis)
- 2003 : prix Kurt-Meisel récompensant les réalisations artistiques remarquables de l'Association des amis du théâtre national de Bavière
- 2006 : Silver St. George du Festival international du film de Moscou, meilleur acteur pour Der Lebensversicherer
- 2008 : acteur de l'année (Theater Today) pour Oncle Vanya
- 2011 : acteur de l'année (Theater Today) pour Don Carlos
- 2015 : prix Rolf-Mares pour son rôle de Friedrich Wetter Graf vom Strahl dans Das Käthchen von Heilbronn au théâtre Thalia
- 2017 : Hessian Television Award pour son rôle dans Tatort : Amour Fou
- 2019 : anneau d'Iffland